# Thomas Newcomen

Máquina de Newcomen.

Thomas Newcomen  ( /ˈnjuːkʌmən/ (nacido el 12 de febrero de 1663 - 5 de agosto de 1729) fue un herrero, empresario e inventor británico. Nació en Dartmouth, Devon, Inglaterra en una familia de comerciantes y fue bautizado en la Iglesia de San Salvador el 28 de febrero de 1664. Es frecuentemente citado como uno de los padres de la revolución industrial y como un gran innovador y empresario.
En aquellos días, las inundaciones en las minas de carbón y estaño eran un problema importante. Newcomen pronto se comprometió a tratar de mejorar las formas de bombear el agua de tales minas. Su negocio de ferretería se especializaba en diseñar, fabricar y vender herramientas para la industria minera.
En 1712 Newcomen, con su socio Thomas Savery, construyó una máquina de vapor atmosférica utilizada para bombear agua del interior de las minas de carbón y estaño existentes en la zona donde residía  Newcomen, en el suroeste de Inglaterra, particularmente en Cornualles. Esta máquina de vapor en realidad no es más que un motor, capaz de accionar una bomba de agua instalada en el pozo de drenaje de las minas. El propio Newcomen fabricaba e instalaba estas máquinas, llegando a producir un centenar de ellas antes de que la patente expirara en 1733. El diseño fue mejorado más tarde por James Watt, quien introdujo cambios tendentes a ahorrar combustible, como el pistón de doble acción, entre otros.

## Vida religiosa

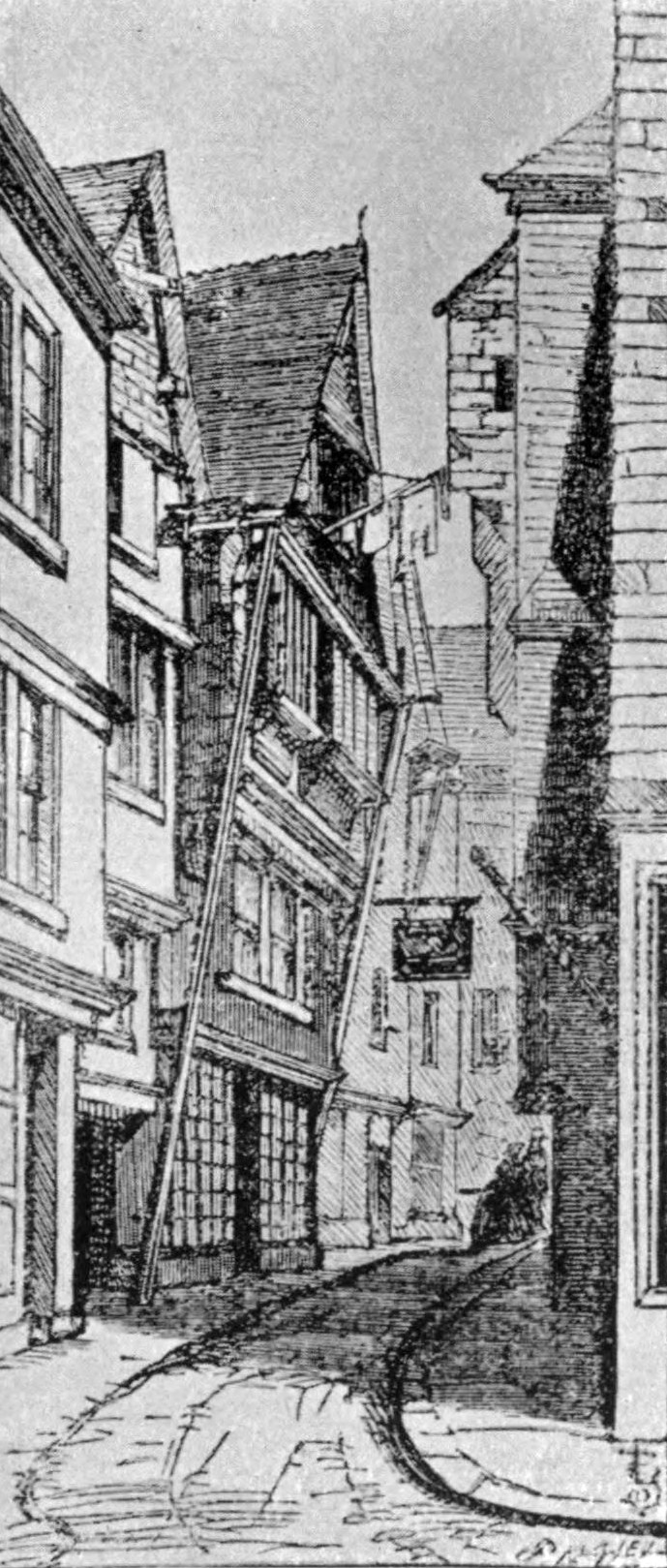
Casa Newcomen en Dartmouth

Thomas Newcomen era un predicador laico y un anciano docente en la iglesia local  bautista. Después de 1710 se convirtió en el pastor de un grupo local de bautistas. Su padre había sido uno de los grupos que llevaron al conocido puritano John Flavel a Dartmouth. Más tarde, uno de los contactos comerciales de Newcomen en Londres, Edward Wallin, era otro ministro bautista que tenía conexiones con el conocido doctor John Gill de Southwark St John Horsleydown, Southwark. La conexión de Newcomen con la iglesia  baptista de Bromsgrove ayudó materialmente a la difusión de su máquina de vapor, ya que los ingenieros Jonathan Hornblower Sr. y su hijo participaban en la misma iglesia.

## Historia
Thomas Savery, socio de Thomas Newcomen, había patentado en 1698 una bomba de vapor para el drenaje de las minas; sin embargo, esta bomba planteaba numerosos problemas ya que trabajaba con altas presiones, lo que con cierta frecuencia provocaba serios accidentes. Ante los problemas y dificultades que planteaba este sistema de drenaje, Thomas Newcomen, que había trabajado para Savery pensó que podía utilizarse la fuerza del vapor para mover a distancia una bomba impelente colocada en el interior del pozo de drenaje de la mina. La máquina de Newcomen consistía en un balancín, uno de cuyos extremos se unía a una barra rígida contrapesada que descendía por el pozo de drenaje hasta la bomba mecánica colocada en su interior.
La máquina de Newcomen y las mejoras introducidas por Smeaton constituyeron el primer gran paso de la denominada Revolución industrial, periodo histórico caracterizado por un radical cambio en los procesos de producción, comunicación y transporte, pues el empleo del motor de vapor permitió reemplazar la energía muscular de hombres y animales en energía mecánica producida por el vapor.

## Desarrollo del motor atmosférico

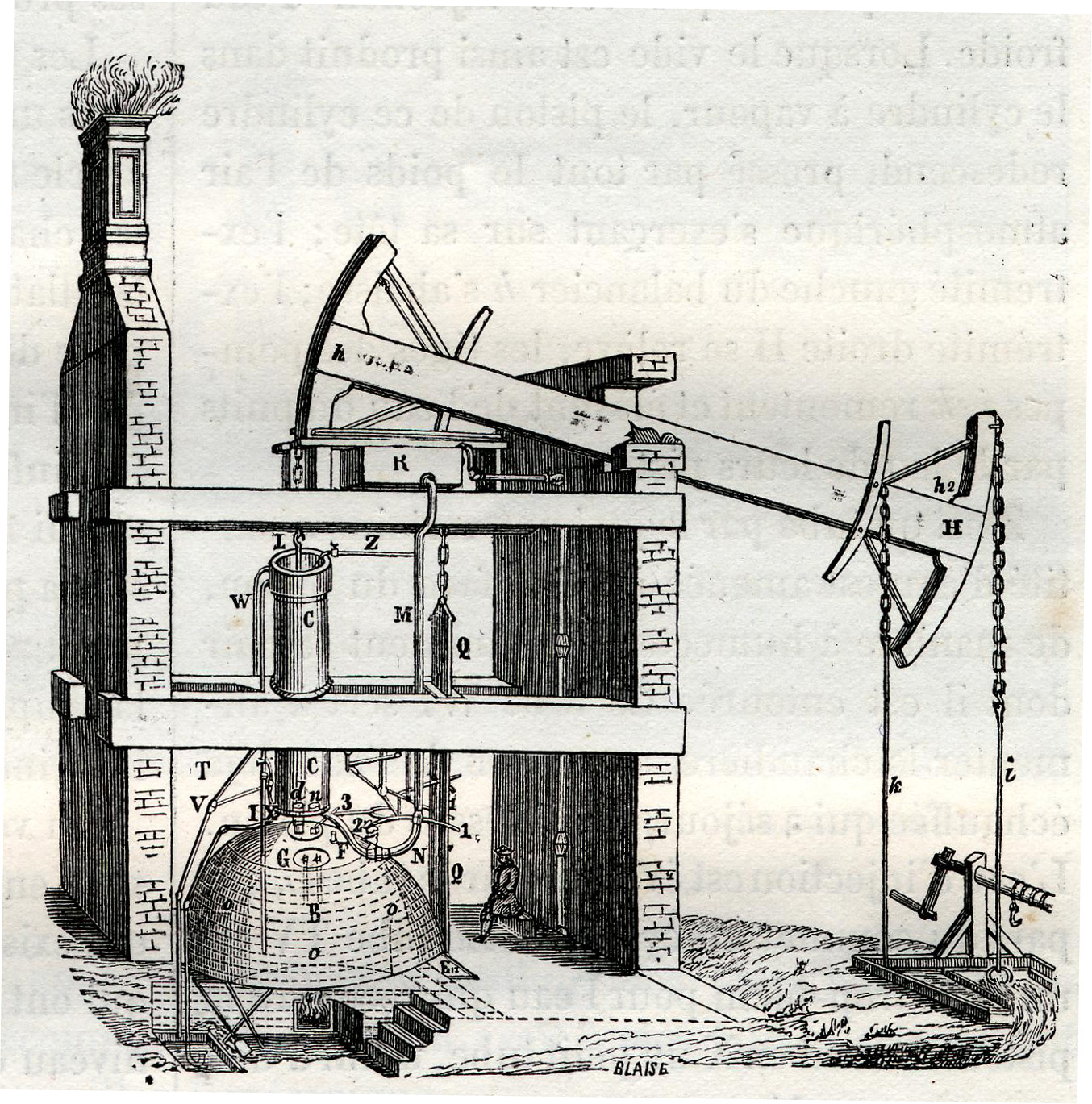
Ilustración de una construcción albergando una máquina de Newcomen. En "Merveilles de la science", de Louis Figuer, Furne Jouvet et Cie, París, 1868.

El gran logro de Newcomen fue su máquina de vapor, desarrollada alrededor de 1712. Combinando las ideas de Thomas Savery y Denis Papin, creó una máquina de vapor con el propósito de sacar agua de una mina de estaño. Es probable que Newcomen ya conociera a Savery, cuyos antepasados eran comerciantes del sur de Devon.  Avery también tenía un puesto con los «Comisionados para los marineros enfermos y heridos», que lo llevó a Dartmouth. Savery había ideado una "máquina de fuego", una especie de sifón térmico, en el que el vapor era ingresado en un recipiente vacío y luego se condensaba. El vacío así creado se utilizaba para aspirar agua del sumidero en el fondo de la mina. La "máquina de fuego" no era muy eficaz y no podía funcionar más allá de una profundidad limitada de unos 9 metros.
Newcomen sustituyó el recipiente receptor (donde se condensaba el vapor) por un cilindro que contenía un pistón basado en el diseño de Papin.  En lugar de que el vacío aspirara agua, ésta bajaba por el pistón.  Esto se utilizó para hacer funcionar un motor de balancín, en el que una gran viga de madera se balanceaba sobre una palanca central. Al otro lado de la viga había una cadena unida a una bomba en la base de la mina.  A medida que el cilindro de vapor se llenaba de vapor, preparándolo para la siguiente carrera de potencia, el agua se introducía en el cilindro de la bomba y se expulsaba por una tubería hacia la superficie por el peso de la maquinaria. Newcomen y su socio John Calley construyeron el primer motor de este tipo con éxito en la fábrica de carbón de Conygree, cerca de Dudley, en las West Midlands.  Una réplica en funcionamiento de esta máquina puede verse en el Black Country Living Museum cercano.

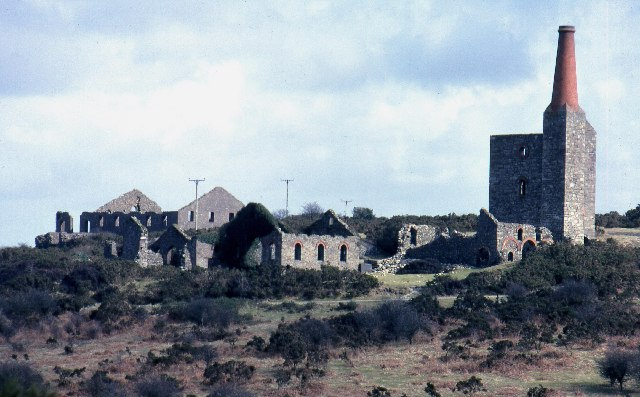
Mina de cobre abandonada cerca de Minions (Cornualles). Vista de la casa de máquinas (engine house) de la mina Phoenix United, barracones y pila. La engine house albergaba la máquina de Newcomen. Fotografía de 1979.

## Vida posterior y muerte
Se sabe relativamente poco de la vida posterior de Newcomen.  Después de 1715, los asuntos del motor se llevaron a cabo a través de una compañía no incorporada, los Propietarios de la invención para elevar el agua por medio del fuego.  Su secretario y tesorero era John Meres, secretario de la Sociedad de Boticarios de Londres.  Esta sociedad formó una compañía que tenía el monopolio del suministro de medicinas a la Armada, lo que le proporcionó un estrecho vínculo con Savery, de cuyo testamento fue testigo.  El Comité de Propietarios también incluía a Edward Wallin, un bautista de ascendencia sueca; y pastor de una iglesia en Maze Pond, Southwark.  Newcomen murió en la casa de Wallin en 1729, y fue enterrado en el cementerio de Bunhill Fields en las afueras de la Ciudad de Londres; se desconoce el lugar exacto de su tumba.
En 1733, unos 125 motores Newcomen, que funcionaban bajo la patente de Savery (prorrogada por ley para que no expirara hasta 1733), habían sido instalados por Newcomen y otros en la mayoría de los distritos mineros importantes de Gran Bretaña y en el continente europeo: drenando minas de carbón en el Black Country, Warwickshire y cerca de Newcastle upon Tyne; en minas de estaño y cobre en Cornualles; y en minas de plomo en Flintshire y Derbyshire, entre otros lugares.

## Después de Newcomen
El motor Newcomen se mantuvo sin cambios materiales durante unos 75 años, extendiéndose gradualmente a más zonas del Reino Unido y de la Europa continental. Al principio se utilizaban cilindros de latón, pero eran caros y de tamaño limitado.  Las nuevas técnicas de fundición de hierro de las que fue pionera la Coalbrookdale Company en la década de 1720 permitieron utilizar cilindros más grandes, de hasta 1,8 m de diámetro en la década de 1760. La experiencia condujo a una mejor construcción y a pequeños refinamientos en el diseño.  Sus detalles mecánicos fueron muy mejorados por John Smeaton, que construyó muchos motores grandes de este tipo a principios de la década de 1770; sus mejoras fueron adoptadas rápidamente.  En 1775 se habían construido alrededor de 600 motores Newcomen, aunque muchos de ellos se habían desgastado antes y habían sido abandonados o sustituidos.
El motor Newcomen no era en absoluto una máquina eficiente, aunque probablemente era todo lo complicado que la ingeniería y las técnicas de materiales de principios del siglo XVIII podían soportar. Se perdía mucho calor al condensar el vapor, ya que éste enfriaba el cilindro.  Esto no importaba demasiado en una mina de carbón, donde se disponía de carbón pequeño invendible (slack), pero aumentaba significativamente los costes de explotación donde el carbón no era fácil de conseguir, como en Cornualles.  La máquina de Newcomen fue sustituida gradualmente después de 1775 en zonas donde el carbón era caro (especialmente en Cornualles) por un diseño mejorado, inventado por James Watt, en el que el vapor se condensaba en un condensador separado.  La máquina de vapor de Watt, ayudada por mejores técnicas de ingeniería, incluyendo la máquina de perforación de John Wilkinson, era mucho más eficiente en cuanto a combustible, lo que permitió a Watt y a su socio Matthew Boulton cobrar sustanciales regalías basadas en el combustible ahorrado.
Posteriormente, Watt introdujo otras mejoras, como el motor de doble efecto, en el que tanto la carrera ascendente como la descendente eran carreras de fuerza.  Estos motores eran especialmente adecuados para accionar las fábricas textiles, y muchos motores Watt se emplearon en estas industrias.  Al principio, los intentos de accionar maquinaria con motores Newcomen tuvieron un éxito desigual, ya que la carrera de fuerza única producía un movimiento brusco, pero el uso de volantes de inercia y una mejor ingeniería superaron en gran medida estos problemas.  Hacia 1800 se construyeron cientos de motores rotativos que no eran de Watt, especialmente en las minas de carbón y en las forjas, donde el movimiento irregular no era un problema, y también en las fábricas textiles. (véase la referencia (2) más abajo).
A pesar de las mejoras de Watt, los motores comunes (como se conocían entonces) siguieron utilizándose durante un tiempo considerable, y se construyeron muchos más motores Newcomen que Watt durante el periodo de la patente de Watt (hasta 1800), ya que eran más baratos y menos complicados. De los más de 2.200 motores construidos en el siglo XVIII, sólo unos 450 eran motores Watt.  Algunos elementos del diseño de Watt, especialmente el condensador separado, se incorporaron a muchos motores "piratas".  Incluso después de 1800 se siguieron construyendo motores del tipo Newcomen, a los que se añadían condensadores de forma rutinaria.  También se solían instalar a posteriori en motores Newcomen ya existentes (el llamado condensador "pickle-pot").

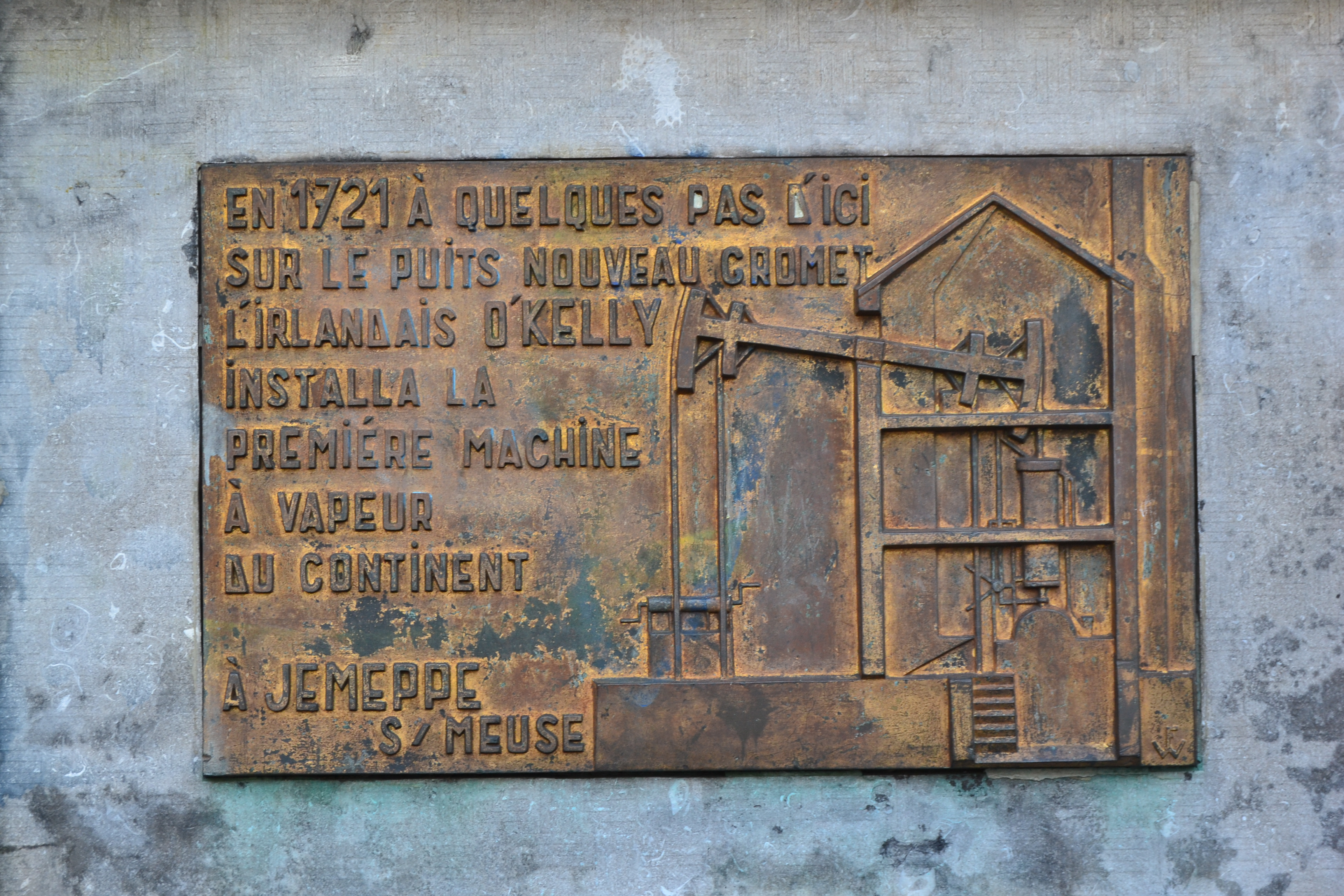
Placa conmemorativa de la primera máquina de Newcomen instalada en la parte continental europea, en 1721, en Jemeppe-sur-Meuse (Seraing) en Bélgica. Placa conmemorativa de su instalador John O'Kelly.

## Motores Newcomen sobrevivientes

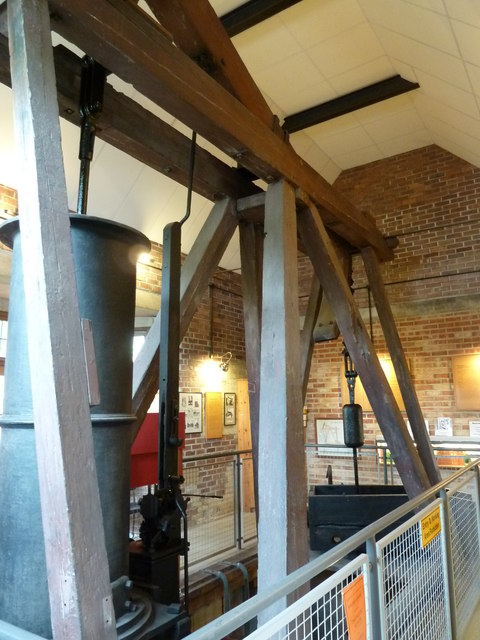
El Newcomen Memorial Engine en Dartmouth

Hay ejemplos de motores Newcomen en el Museo de la Ciencia en Londres, Inglaterra y en el Museo Henry Ford, Dearborn (Míchigan), Estados Unidos, entre otros lugares.
En 1964, la Sociedad Newcomen de Londres dispuso que una máquina Newcomen de Hawkesbury Junction, Warwickshire, fuera trasladada a Dartmouth, donde puede verse funcionando con una disposición hidráulica en lugar de la caldera de vapor. Según el doctor Cyril Boucher, de la Newcomen Society, esta Newcomen Memorial Engine data de alrededor de 1725, con un nuevo engranaje de válvulas y otras piezas añadidas posteriormente.
Tal vez la última locomotora de tipo Newcomen que se utilizó comercialmente -y la última que aún permanece en su emplazamiento original- se encuentra en el Elsecar Heritage Centre, cerca de Barnsley en South Yorkshire. Se restauró para que funcionara entre 2012 y 2015, y la locomotora reformada fue inaugurada por el Príncipe Eduardo, Conde de Wessex, en mayo de 2016. Otra locomotora Newcomen que puede mostrarse en funcionamiento es la réplica moderna de la locomotora del Black Country Museum en Dudley, West Midlands. La Newcomen Memorial Engine en Dartmouth se puede ver en movimiento, pero funciona mediante un sistema hidráulico.

## Reconocimiento
El 23 de febrero de 2012 el Royal Mail lanzó un sello con la máquina de vapor atmosférica de Newcomen como parte de su serie "Britons of Distinction".